# امپراتور کوشو
امپراتور کوشو (به ژاپنی: 孝昭天皇؛ کوشو تِننو) همچنین به عنوان میاماتسوهیکو کایسینه نو میکوتو نیز، شناخته می‌شود، پنجمین امپراتور ژاپن بود، که با توجه به نظم سنتی جانشینی به این منصب رسید.
هیچ‌گونه تاریخ مشخصی نمی‌تواند به زندگی این امپراتور اختصاص داده شود، اما قاعدتاً وی در حدفاصل سال‌های ۴۷۵ تا ۳۹۳ قبل از میلاد، فرمانروای ژاپن در نظر گرفته می‌شود.